# Natuzza Evolo

Fortunata "Natuzza" Evolo (Mileto, 23. kolovoza 1924. – Mileto, 1. studenog 2009.) bila je talijanska katolička mističarka koja je proglašena službenicom Božjom.
Nekoliko mjeseci prije Natuzzinog rođenja u Paravatiju blizu Mileta u Kalabriji, njezin otac je emigrirao u Argentinu u potrazi za poslom i obitelj ga više nikada nije vidjela. Maria Angela Valente (Natuzzina majka) prihvatila se svakakvih poslova kako bi prehranila svoju brojnu obitelj. Čim je mogla, Natuzza (deminutiv od Fortunata, uobičajeno ime u Kalabriji) pokušala je pomoći majci i braći. Stoga nije mogla ići u školu i nikada nije naučila čitati ni pisati.
Godine 1944. Natuzzina majka udala se za Pasqualea Nicolacea, stolara i imali su petero djece, ali se govorilo da je od rane dobi imala vizije Isusa i Djevice Marije. Postoji bibliografija od 10 tomova o Natuzzi koju je napisao prof. Valerio Marinelli s mnogim intervjuima u kojima ona objašnjava te vizije. Bibliografija također sadrži intervjue s drugima koji tvrde da su ozdravili njezinim molitvama ili da su primili druge milosti.
Natuzza je postala poznata po pojavljivanju krvavih slika i riječi na svom tijelu oko Uskrsa, a one su joj zadavale veliku psihičku i fizičku bol. Utvrđeno je da su neke od riječi hebrejske i aramejske, što je bilo čudno jer nije znala čitati ni pisati, čak ni na svom materinjem talijanskom. Desetljećima su joj pobožni katolici iz Kalabrije, zatim ostatka Italije i drugih dijelova svijeta, počeli dolaziti tražiti savjete i molitve te od nje tražiti podatke o dušama svojih bližnjih.
Dana, 13. svibnja 1987. započeli su radovi na gradnji svetišta u Paravatiju posvećenog Bezgrešnom Srcu Marijinu, Utočištu grešnika, koje će biti njezin dom do kraja života. Talijanske televizijske ekipe dolazile su je nekoliko puta intervjuirati, a 1994. objavila je svoju autobiografiju. Dokumentarni film o njoj snimljen je 1987. godine. Godine 2007. emitirana je posebna emisija o poduzetniku iz Kalabrije koji se oporavio od leukemije i on je intervjuirao Natuzzu.
Fortunata Evolo primljena je u bolnicu 29. listopada 2009., ali je gotovo odmah otpuštena i umrla je od zatajenja bubrega u nedjelju 1. studenog ujutro u domu za starije osobe Bezgrešno Srce. Tisuće katolika stiglo je iz cijele Europe odati joj počast, a očekuje se da će kauza za njezinu beatifikaciju biti pokrenuta vrlo brzo.